# Starożytni kosmici
Starożytni kosmici – amerykański dokumentalny serial telewizyjny, którego tematem przewodnim jest paleoastronautyka. Serial porusza również m.in. takie tematy jak era dinozaurów, rysunki naskalne, zaginione starożytne cywilizacje czy ufologia i tam starają się jego autorzy znaleźć ślady kontaktów kosmitów z Ziemianami.
Seria odcinków inspirowana jest literaturą takiego sławnego badacza dziejów, jakim jest Erich von Däniken.
Wokół programu narosło wiele kontrowersji, ponieważ oficjalna nauka nie przyjmuje do wiadomości tez stawianych przez jego tworców. Najbardziej znani z nich to główny prowadzący Giorgio A. Tsoukalos oraz pisarz David Childress. Książki tego ostatniego, jak i inne jemu pokrewnych przedstawiających problem dostępne są po polsku w Wydawnictwie Amber